# Liste der Angehörigen des Lübecker Munizipalrats

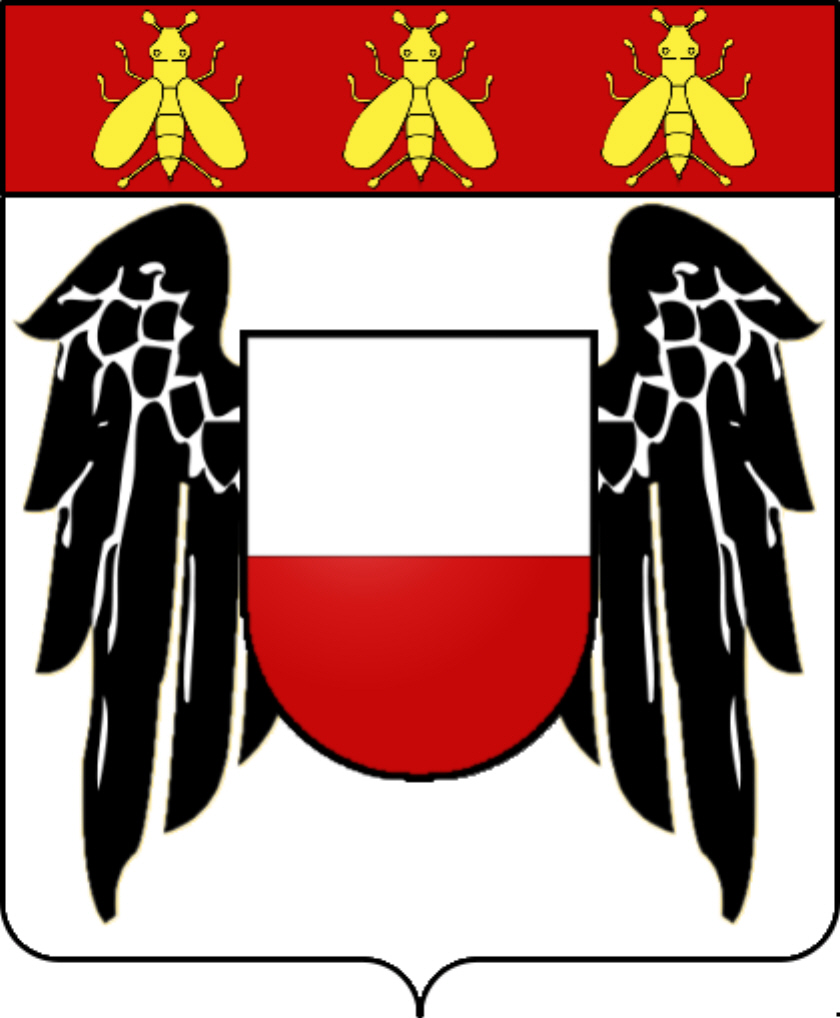
Wappen Lübecks als bonne ville de l'Empire français

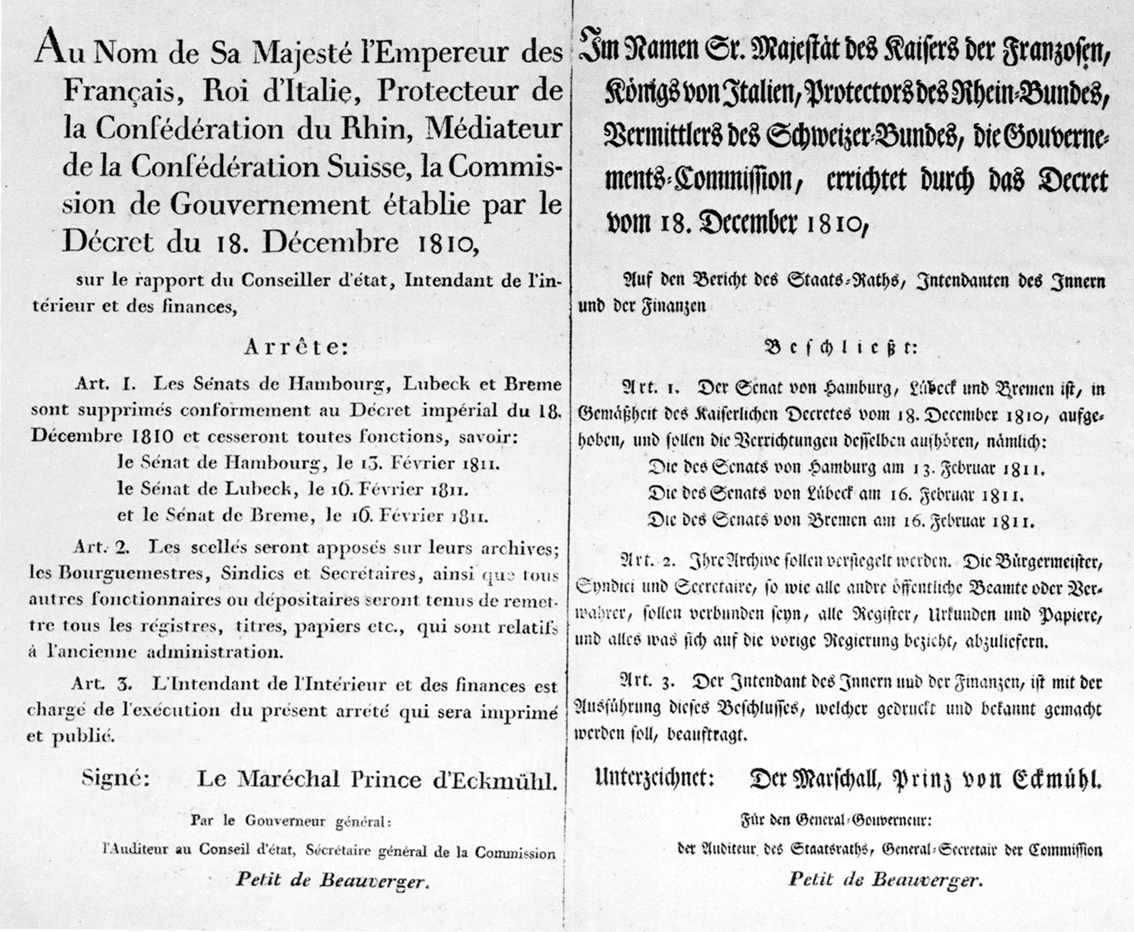
Dekret Davouts über die Aufhebung des Rates Anfang 1811

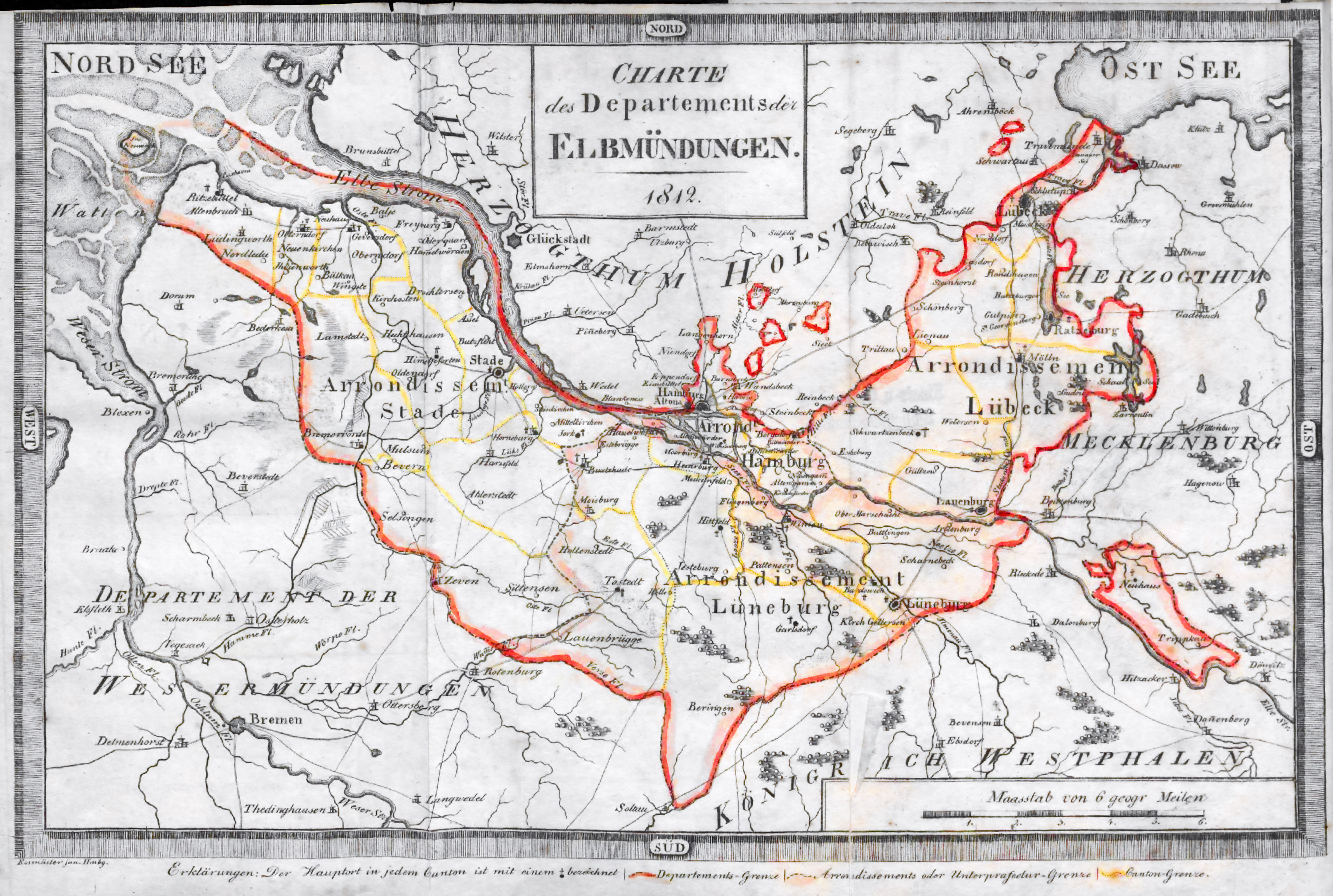
Lage Lübecks im Département des Bouches de l'Elbe, 1812

Die Liste der Angehörigen des Lübecker Munizipalrats enthält die Mitglieder des Lübecker Munizipalrats der Jahre 1811 bis 1813.

## Hintergrund
Mit der Eingliederung der seit 1806 französisch besetzten Stadt Lübeck in das Französische Kaiserreich am 1. Januar 1811 erstreckte sich das Staatsgebiet Frankreichs bis an die Ostsee und die Stadt erhielt eine Verwaltung nach französischem Vorbild. An die Stelle der bisher vier Lübecker Bürgermeister trat dabei der vom Kaiser ernannte Maire, der Rat wurde durch einen gleichfalls ernannten Munizipalrat (frz. Conseil municipal) ersetzt und eine Trennung von Verwaltung und Gerichtsbarkeit eingeführt (Gerichtsorganisation der Hanseatischen Departements). Die Eideskapelle des Lübecker Rats als Bestandteil des Lübecker Ratssilbers wurde eingezogen und musste in Hamburg abgeliefert werden. Die zukünftige Stellung der Stadt im Französischen Kaiserreich spiegelte sich in dem Status als Sitz des Arrondissements nicht wider. Zahlreiche zusätzliche Hervorhebungen belegen heute für Historiker, dass Paris in der Tat aus der Hafenstadt ein Tyros des Nordens machen wollte. Neben der Erhebung zur Bonne ville de l’Empire français und anderen formalen Hervorhebungen ist insbesondere das umgehend von französischen Vermessern in Angriff genommene Projekt des verlängerten Nordkanals von Paris nach Lübeck ein deutliches Zeichen, welche zukünftige Bedeutung der Stadt bereits zu Zeiten der Kontinentalsperre beigemessen wurde. Hierzu sollte der Stecknitzkanal genutzt werden. Die Vermessungen des Hemmelsdorfer Sees als angedachtem neuen Seehafen an der Lübecker Bucht erfolgten umgehend. Bereits 1812 erschien die grundlegende Studie des Geographen J.P.G. Catteau-Calleville (1759–1819) über die Ostsee von Lübeck bis zum Hafen von Archangelsk.
Den Überlegungen, die drei Hansestädte Bremen, Hamburg und Lübeck durch Zugabe von Sachsen-Lauenburg und dem Land Hadeln zu einem eigenen Hanseatischen Territorialstaat im Rheinbund zu verbinden, wurde damit eine Absage erteilt.

## Provisorischer Munizipalrat (1811)
Am 13. Februar 1811 wurde durch den Präfekten des Departements der Elbmündung ein provisorischer Munizipalrat berufen, der den bis dahin noch geschäftsführend tätigen Rat ablöste.
- Provisorischer Maire: Johann Matthaeus Tesdorpf (* 30. November 1749; † 25. Januar 1824). Ab 13. Mai 1811 durch kaiserliche Ernennung wirklicher Maire; schied am 17. Juli auf eigenen Wunsch aus dem Amt.
- Maire-Adjoint (Stellvertretender Bürgermeister): Anton Diedrich Gütschow (* 14. November 1765; † 8. November 1833), Jurist und späterer Direktor der Gesellschaft zur Beförderung gemeinnütziger Tätigkeit

- Stephan Hinrich Behncke (* 1747; † 23. September 1824), zuvor Ratsherr
- Nicolaus Binder, zuvor städtischer Archivar, später Hamburger Bürgermeister
- Johann Christoph Coht (* 14. April 1760; † 25. Juli 1821), zuvor Ratsherr
- Christian Nicolaus von Evers (* 18. April 1775; † 20. März 1862), zuvor Ratsherr
- Bernhard Heinrich Frister (* 22. Dezember 1778; † 10. Juni 1861), zuvor Ratssekretär (1833 Bürgermeister)
- Heinrich Albrecht Gütschow (* 25. Januar 1767 in Lübeck; † 27. November 1839), Kaufmann, 1819 Ratsherr
- Nicolaus Jacob Keusch (* 1745; † 7. Oktober 1817), zuvor Ratsherr
- Johann Heinrich Gaedertz (* 5. November 1781; † 5. Juli 1855), Kaufmann (1827 Ratsherr)
- Johann Caspar Lindenberg (* 9. Juli 1740; † 28. April 1824), zuvor Bürgermeister
- Carl Gustav Müller ?
- Christian Adolph Overbeck (* 21. August 1755; † 9. März 1821), zuvor Ratsherr
- Konrad Platzmann d. Ä. (1749–1812), Kaufmann und preußischer Vizekonsul
- J. J. Plessing
- J. D. Reddelien
- J. H. Spiller
- Diedrich Stolterfoht (* 1754; † 6. Juli 1836), Fabrikant (1814 Ratsherr)
- Joachim Nikolaus Stolterfoht (* 17. Februar 1756; † 14. März 1823), Kaufmann
- Peter Hinrich Tesdorpf  (* 21. Juni 1751; † 6. Mai 1832), zuvor Ratsherr
- Carl Gottfried Wildtfanck (* 1732; † 13. Juli 1813), zuvor Ratsherr

Konrad Platzmann war bei seiner Berufung abwesend und lehnte die Übernahme des Amtes ab, da er es als nicht vereinbar mit seiner diplomatischen Position als preußischer Vizekonsul betrachtete.

## Munizipalrat (1811–1813)
Der Munizipalrat in seiner endgültigen Zusammensetzung wurde am 11. Juli 1811 vom Kaiser ernannt und übernahm mit der Vereidigung am 19. August die Amtsgeschäfte. Nach der ersten Befreiung von der französischen Herrschaft trat der Munizipalrat am 19. März 1813 zurück und die alte Verfassung wurde durch Zusammentreten des alten Rates der Stadt unter ihren früheren Bürgermeistern wiederhergestellt.
- Provisorischer Maire (ab 17. Juli): Anton Diedrich Gütschow. Am 9. April 1812 durch Napoléon Bonaparte zum wirklichen Maire ernannt.
- Erster Maire-Adjoint: Dr. jur. G. H. Meyersieck
- Zweiter Maire-Adjoint: J. H. Köppen († 8. Dezember 1812), Kaufmann

Nach Köppens Tod wurde auf Befehl des Präfekten Friedrich Wilhelm Grabau zu seinem Nachfolger ernannt.
- Dr. Behn
- Stephan Hinrich Behncke (* 1747; † 23. September 1824), zuvor Ratsherr
- Lt. Carstens
- Johann Christoph Coht (* 14. April 1760; † 25. Juli 1821), zuvor Ratsherr
- Johann Heinrich Gaedertz (* 5. November 1781; † 5. Juli 1855), Kaufmann (1827 Ratsherr)
- Johann Christoph Grube (* 1749; † 9. Mai 1824), zuvor Ratsherr
- Heinrich Albrecht Gütschow (* 25. Januar 1767 in Lübeck; † 27. November 1839), Kaufmann, 1819 Ratsherr
- Johann Friedrich Hach (* 17. August 1769; † 29. März 1851), Jurist; zuvor Ratsherr
- Christian Heinrich Kindler (* 28. August 1762; 10. März 1845), zuvor Ratsherr
- Johann Köhler (* 1751; † 6. Januar 1814), zuvor Ratsherr
- Ludwig Mentze (* 24. Oktober 1755; † 19. Juli 1822), Jurist; zuvor Ratsherr
- Ludolph Leonhard Meyersieck
- C. G. Müller
- Friedrich Nölting (* 1759; † 20. März 1826), zuvor Ratsherr
- Christian Adolph Overbeck (* 21. August 1755; † 9. März 1821), zuvor Ratsherr
- Conrad Platzmann (Kaufmann, 1775), (* 10. Oktober 1775; † 25. Oktober 1838), Kaufmann (1822 Ratsherr)
- J. J. Plessing
- J. D. Reddelien
- Hermann Friedrich Roeck (* 1764; † 27. Dezember 1829), Kaufmann (1820 Ratsherr)
- Jacob August Schetelig (* 1763; † 10. August 1833), Arzt
- Johann Hinrich Sievers, Kaufmann
- J. H. Spiller
- Diedrich Stolterfoht (* 1754; † 6. Juli 1836), Fabrikant (1814 Ratsherr)
- Joachim Nikolaus Stolterfoht (* 17. Februar 1756; † 14. März 1823), Kaufmann
- Peter Hinrich Tesdorpf  (* 21. Juni 1751; † 6. Mai 1832), zuvor Ratsherr
- Thomas Günther Wunderlich (* 29. Januar 1774; † 21. März 1852), zuvor Ratsherr (1833 Bürgermeister)

Peter Hinrich Tesdorpf und Christian Adolph Overbeck gehörten dem Munizipalrat nur vorübergehend an, da sie bald von anderen Aufgaben in der Stadtverwaltung in Anspruch genommen wurden.

## Rumpfmunizipalrat (1813)
Mit der Rückkehr zunächst der dänischen Alliierten Frankreichs, dann der französischen Besatzungsmacht nach dem Abzug des russischen Generals Wallmoden wurde dem Munizipalrat am 3. Juni 1813 befohlen, erneut zusammenzutreten. Jedoch leistete nur ein Teil der Ratsangehörigen dem Folge; die übrigen hatten die Stadt verlassen.
Auf Befehl des Präfekten hatten außerdem sämtliche Angehörigen des Munizipalrats, die vor 1811 dem Stadtrat angehört hatten und die nach der ersten Befreiung dieses Amt wieder aufgenommen hatten, wegen Unzuverlässigkeit aus dem Munizipalrat auszuscheiden. Davon betroffen waren Stephan Hinrich Behncke, Friedrich Nölting, Christian Heinrich Kindler, Johann Friedrich Hach, Johann Christoph Coht, Ludwig Mentze, Johann Köhler und Thomas Günther Wunderlich. Um jedoch den ohnehin unvollständigen und daher eigentlich nicht arbeitsfähigen Rat nicht noch weiter zu schwächen, änderte der Präfekt den Befehl ab, so dass fast alle anwesenden ehemaligen Ratsherren wieder dem Munizipalrat angehören mussten; allein Johann Christoph Coht blieb ausgeschlossen.
Da der Munizipalrat trotzdem unterbesetzt und somit rechtlich nicht beschlussfähig war, füllte ihn der Unterpräfekt am 5. Juni mit außerordentlichen Ratsangehörigen, sogenannten Notabeln, auf, um Beschlussfähigkeit zu erzwingen. Durch häufige Rücktritte oder die Weigerung, das Amt anzutreten, änderte sich die Zusammensetzung dieser Notabeln ständig. Durch die endgültige Befreiung Lübecks und die Wiederherstellung des früheren Rats durch den schwedischen Kronprinzen am 7. Dezember 1813 hörte der Munizipalrat zu bestehen auf.
Anton Diedrich Gütschow sollte nach Rückkehr der Franzosen wieder in das Amt des Maires eingesetzt werden, doch er hatte Lübeck zuvor verlassen. Auf Befehl Louis-Nicolas Davouts musste daher Friedrich Adolph von Heintze am 7. Juli das Amt des provisorischen Maires übernehmen. Am 12. Oktober 1813 wurde Heintze verhaftet und zusammen mit einer Anzahl Angehöriger des Munizipalrats und weiterer Bürger als Geisel nach Hamburg verschleppt. Die Amtsgeschäfte führte sein zweiter Stellvertreter Friedrich Wilhelm Grabau weiter.

## Porträts

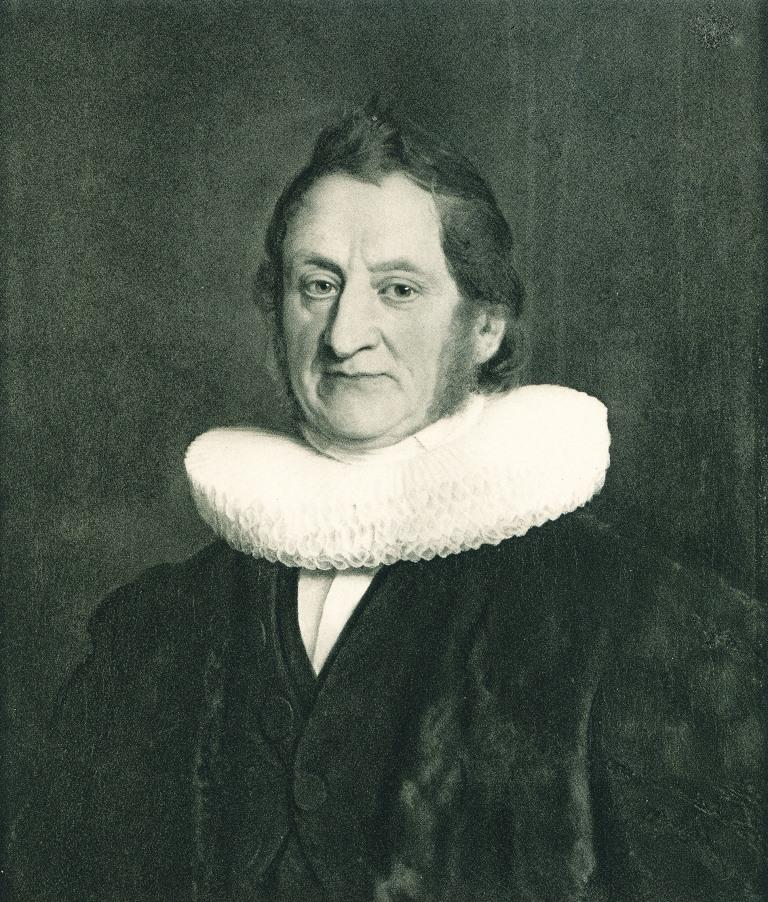
Nicolaus Binder
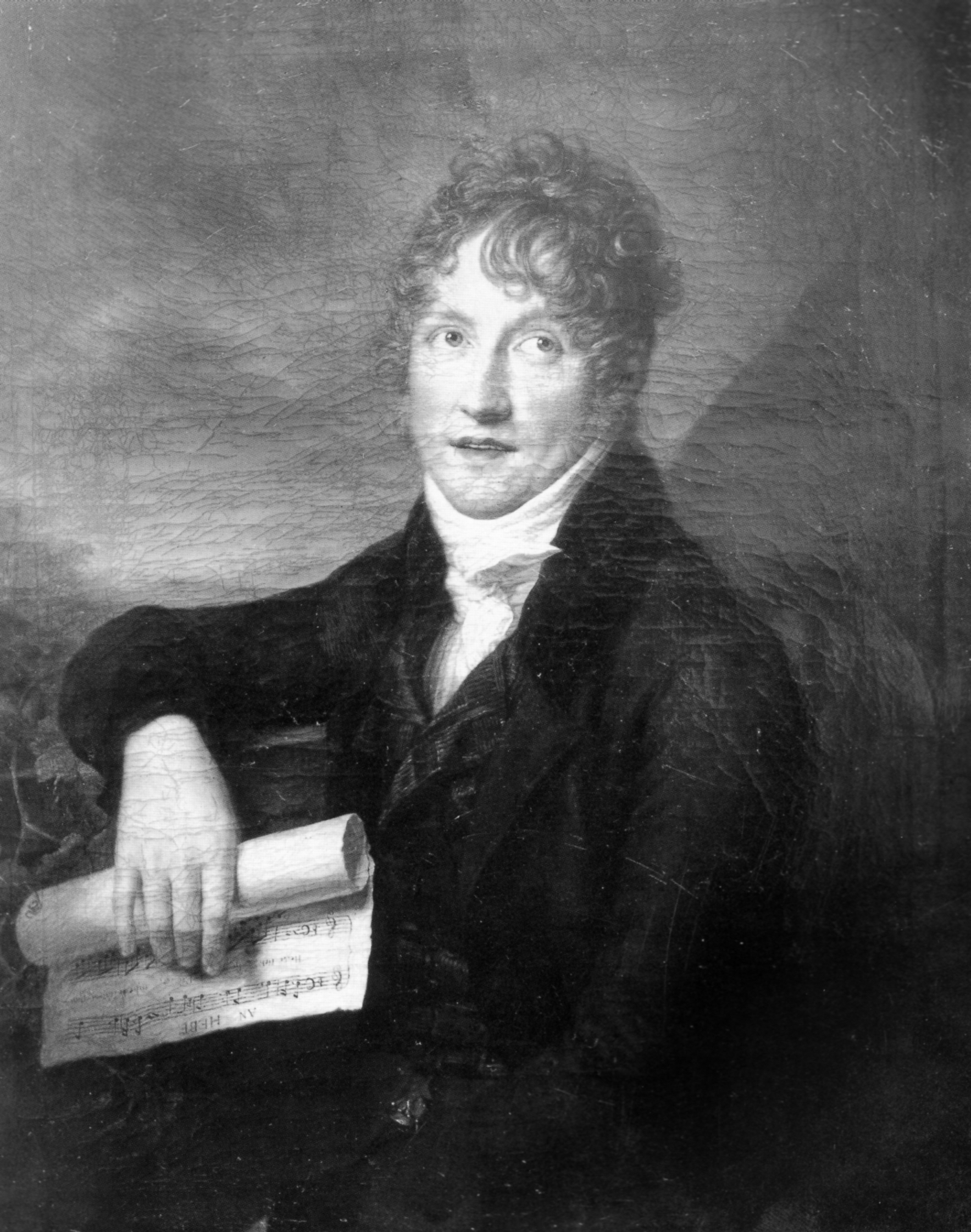
Christian Nicolaus von Evers
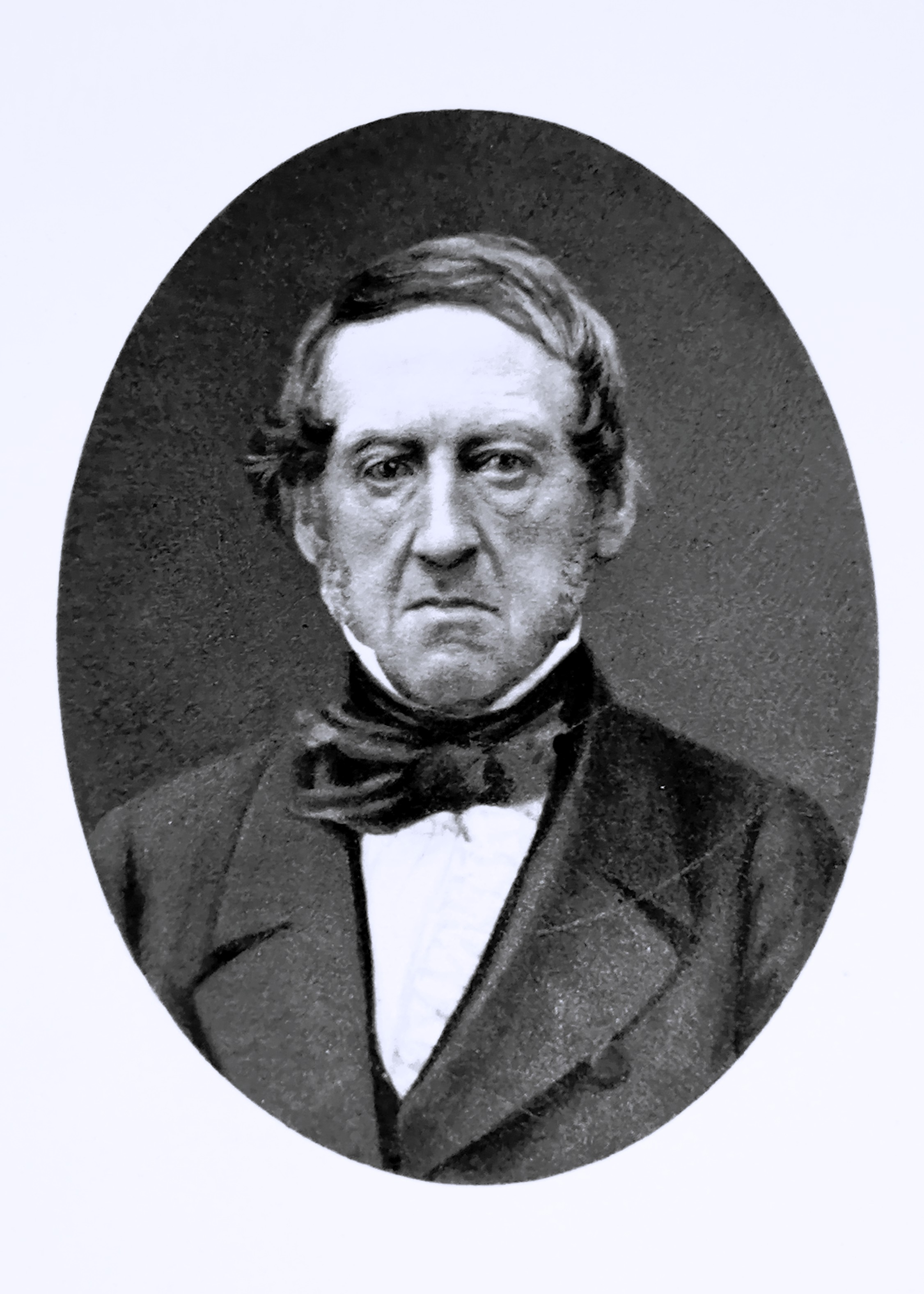
Johann Heinrich Gaedertz
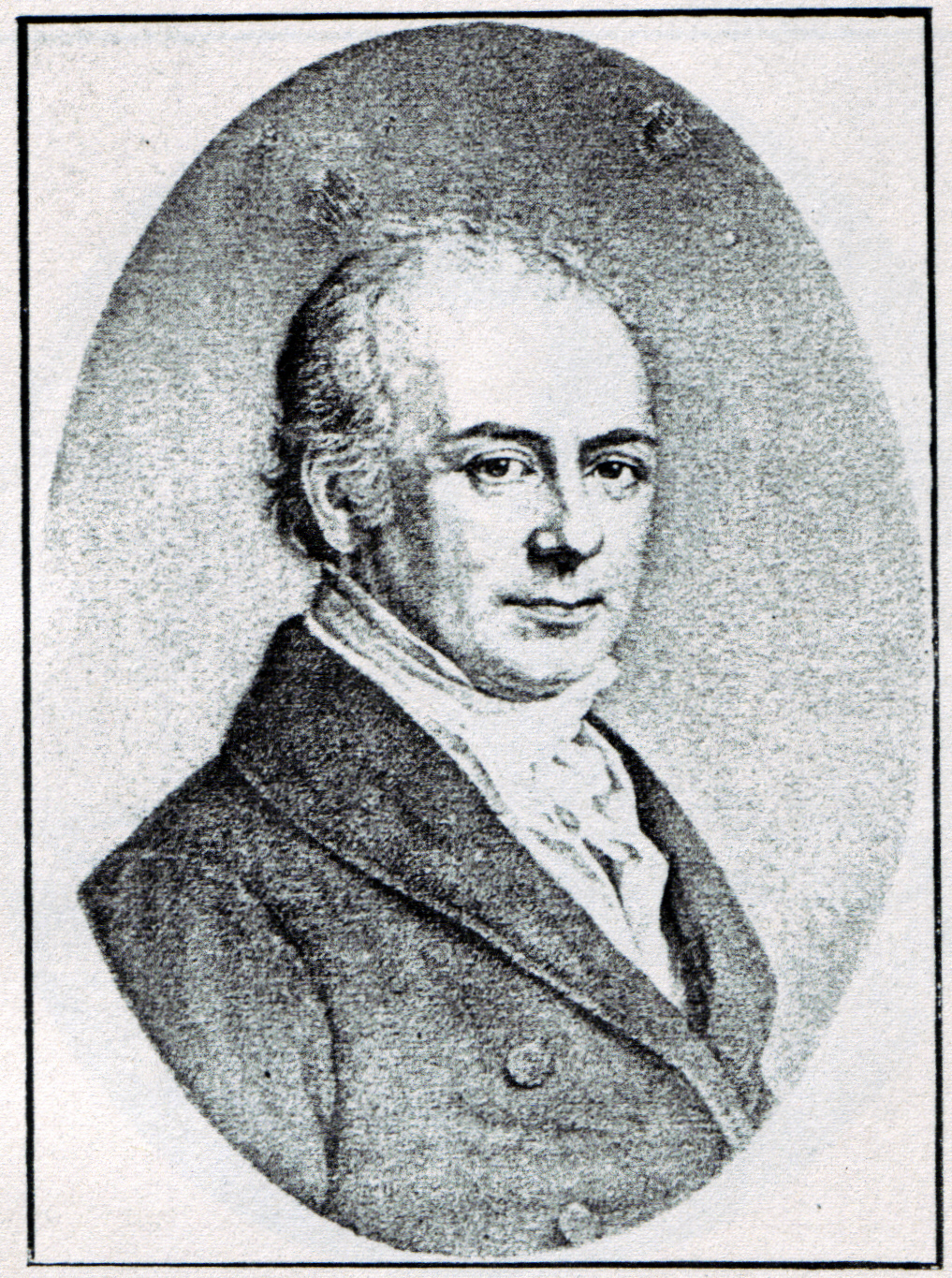
Anton Diedrich Gütschow
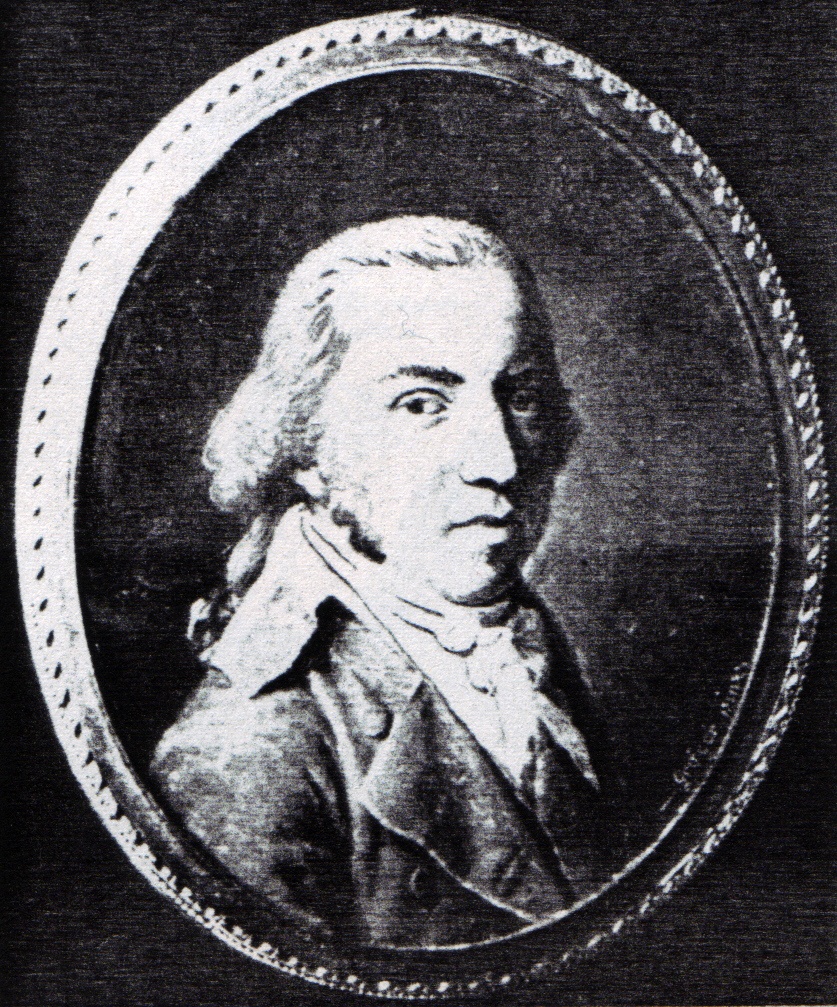
Johann Friedrich Hach
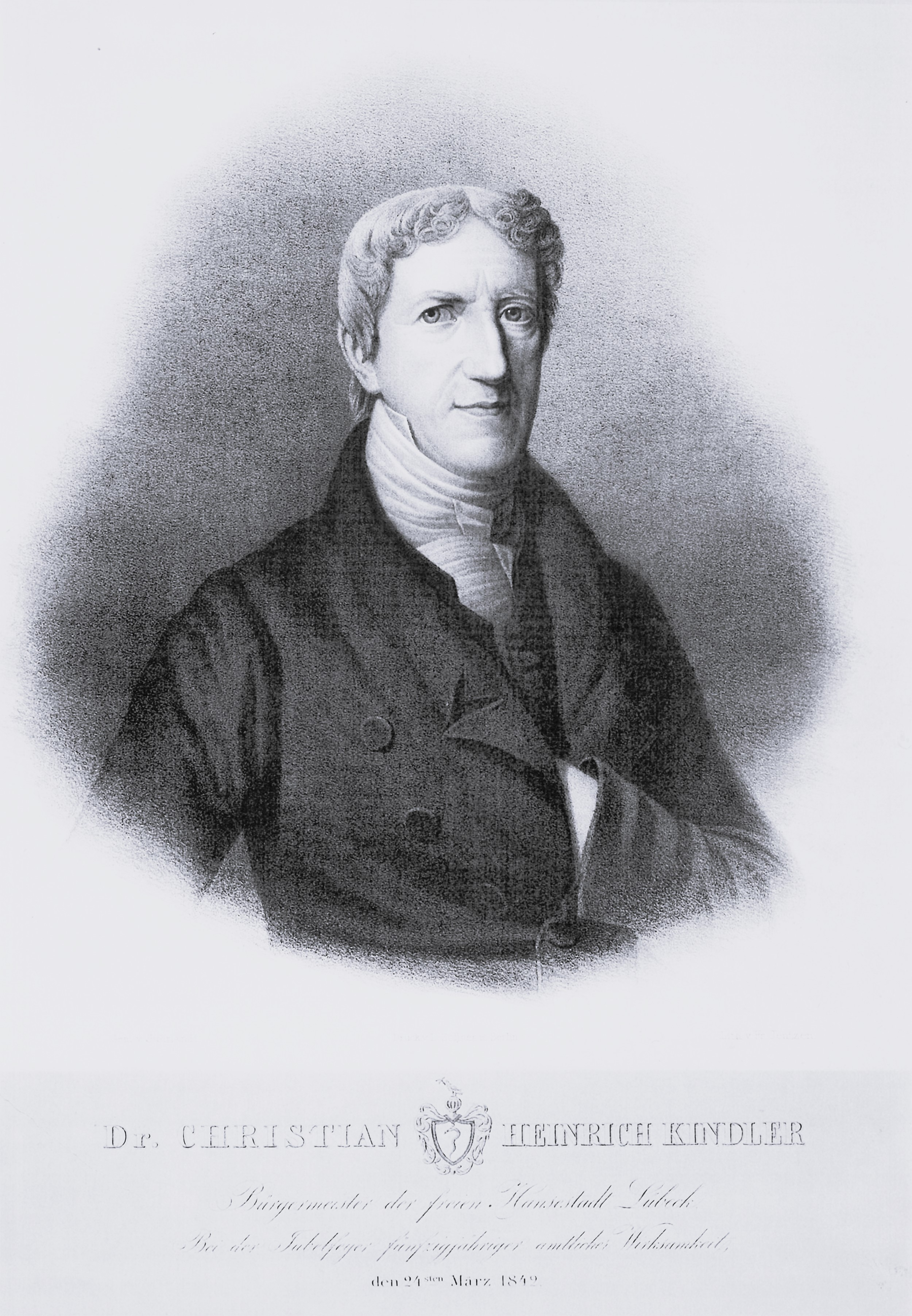
Christian Heinrich Kindler
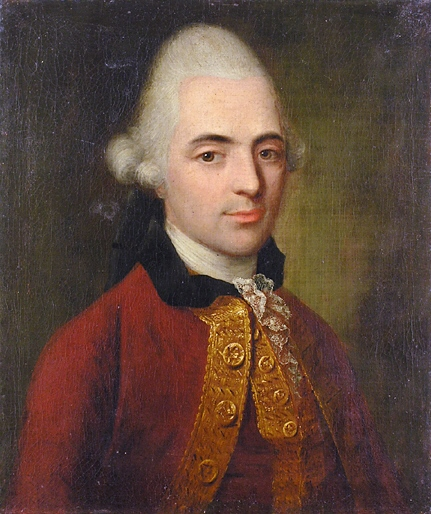
Johann Caspar Lindenberg
Ludwig Mentze
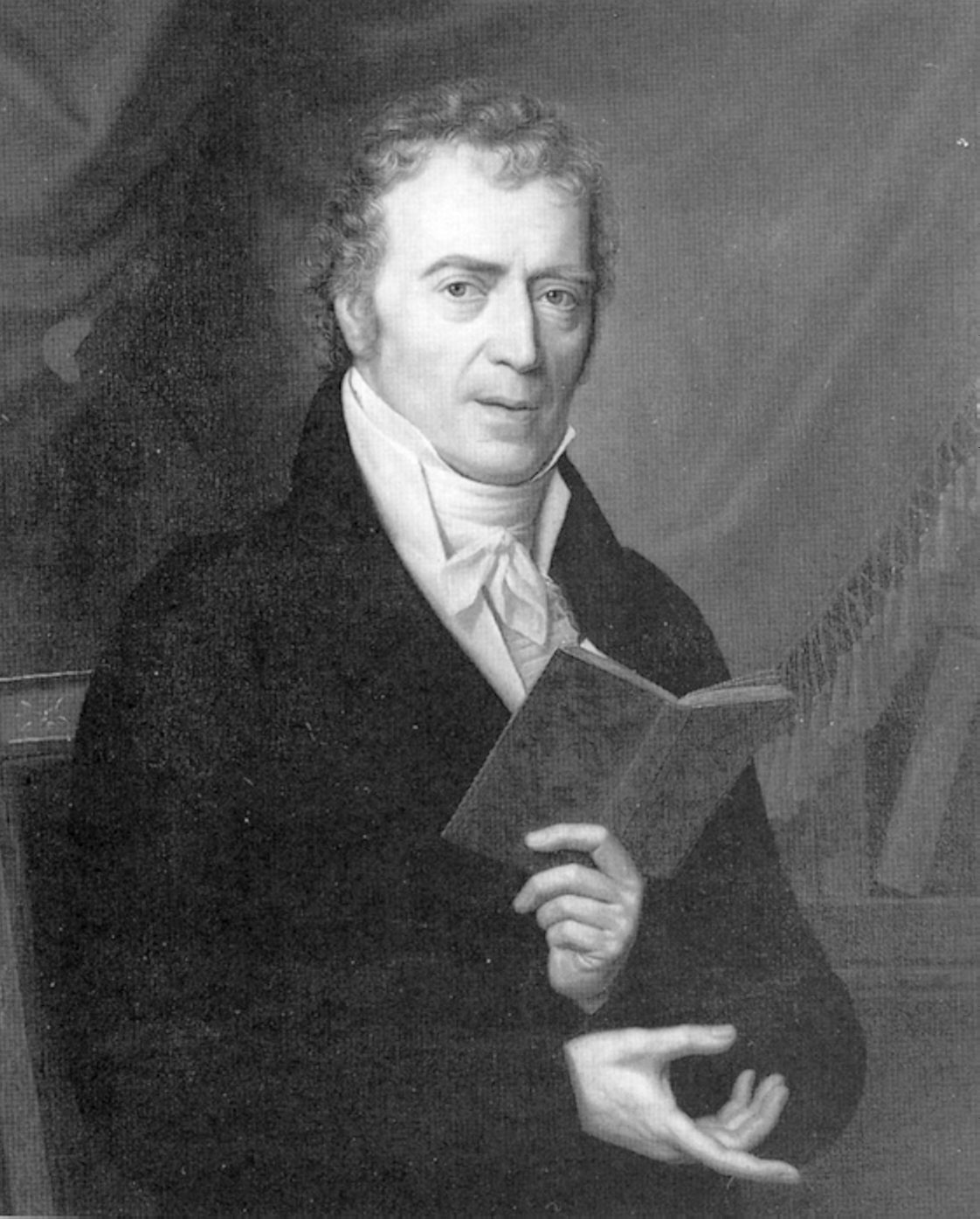
Christian Adolph Overbeck
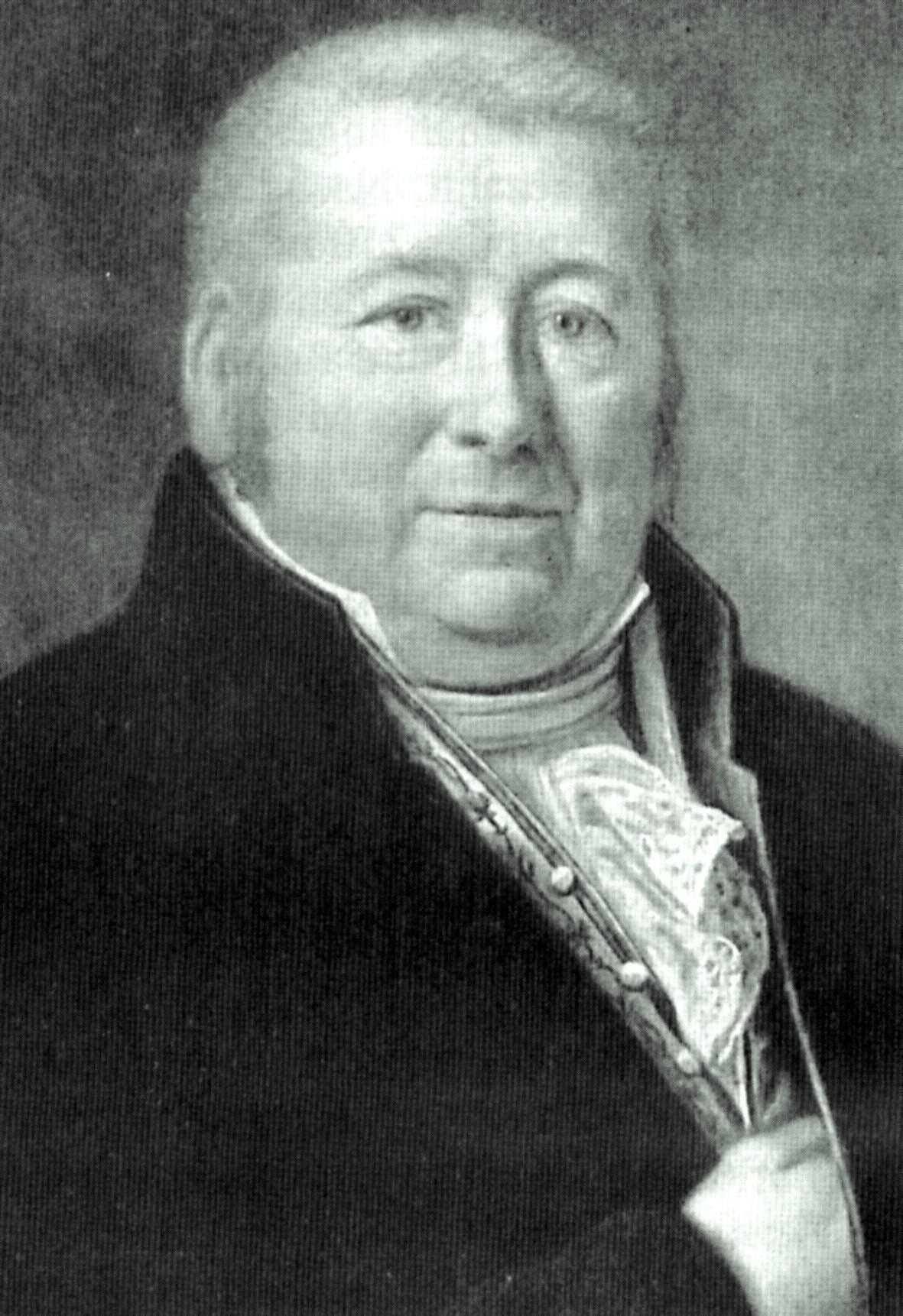
Conrad Platzmann d. Ä.
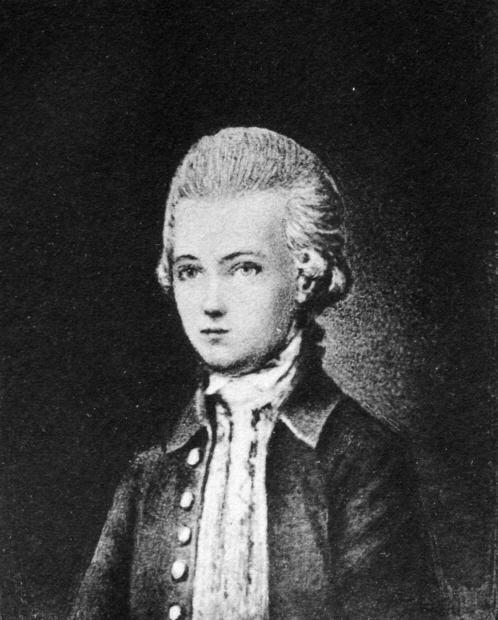
Diedrich Stolterfoht
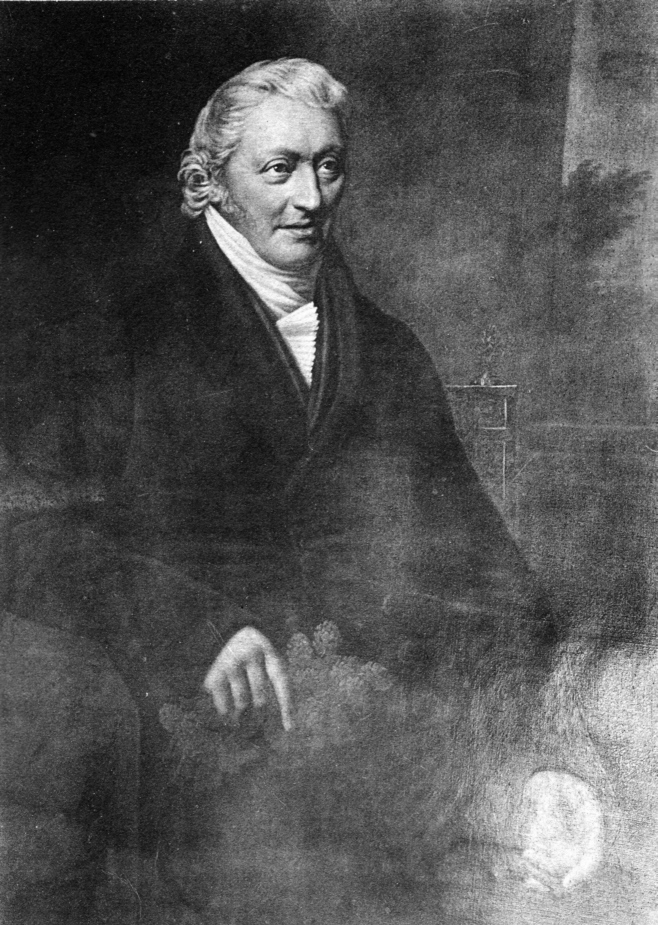
Joachim Nikolaus Stolterfoht
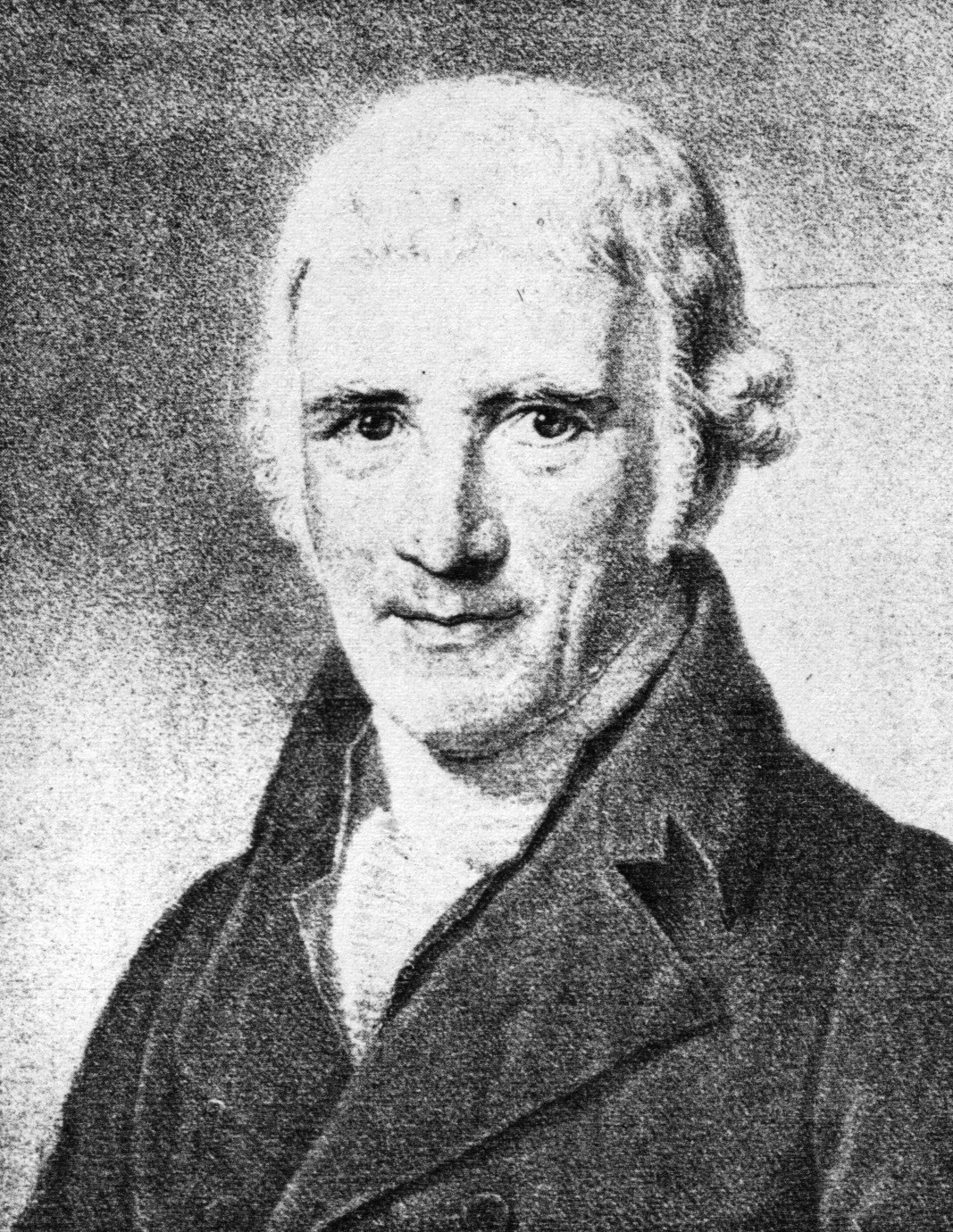
Johann Matthaeus Tesdorpf
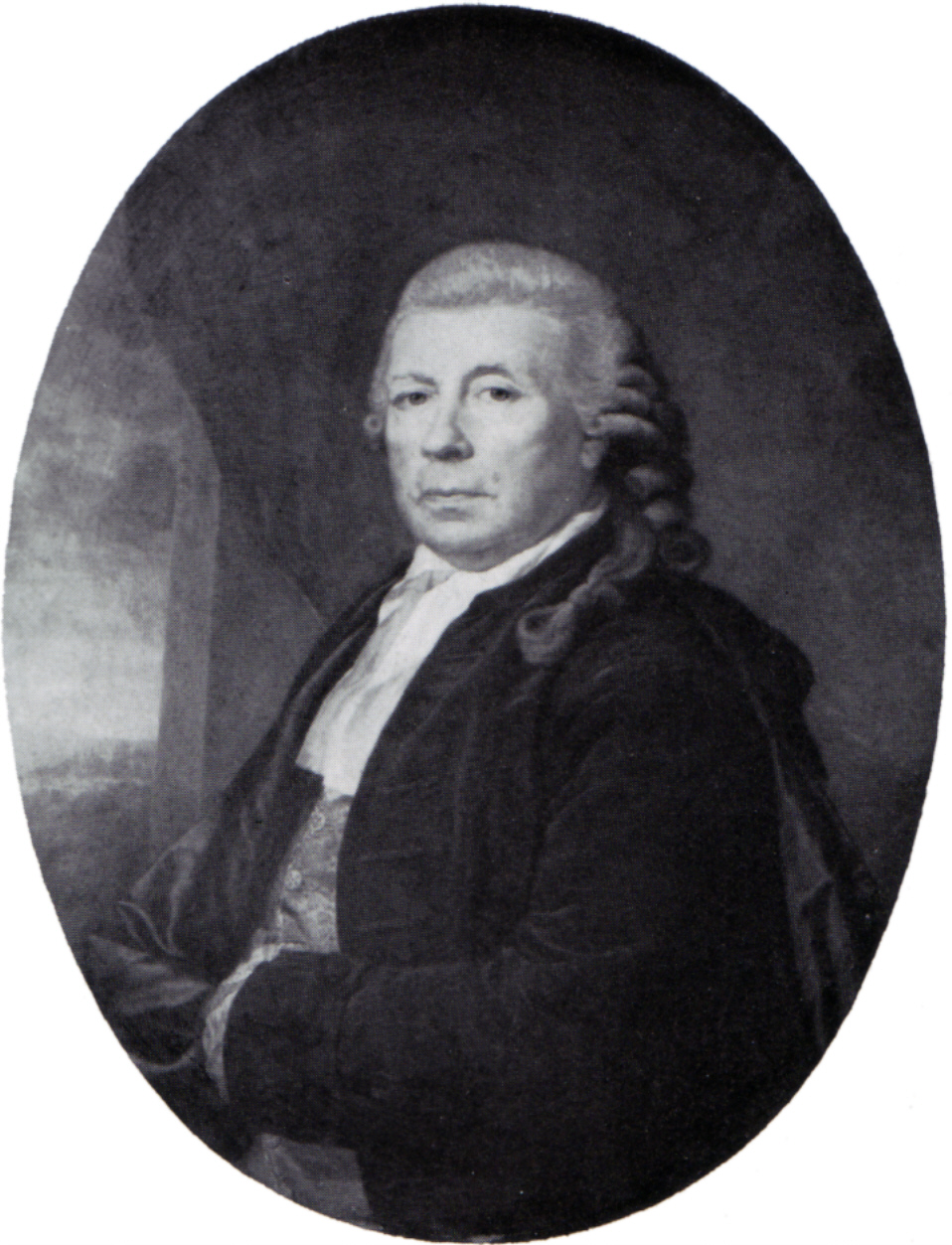
Carl Gottfried Wildtfanck